# Tugimaantee 18
De Tugimaantee 18 is een secundaire weg in Estland. De weg loopt van Niitvälja naar Lehola en is 4,7 kilometer lang. 